# Distrito de Gramsh
El distrito de Gramsh (en albanés: Rrethi i Gramshit) era uno de los 36 distritos de Albania. Tenía una población de 36,000 habitantes (2004) y una superficie de 695 km². Ubicado en el centro del país, tenía como capital a la ciudad de Gramsh.